# Rio Arinos
Pour les articles homonymes, voir Arinos.
Le rio Arinos est une rivière de l'état brésilien de Mato Grosso. C'est un affluent majeur du rio Juruena, branche mère du rio Tapajós qui se jette dans l'Amazone à Santarém.

## Géographie
La rivière naît sur la Sierra Azul, modeste ligne de hauteurs qui se situe à 180 km au nord-est de Cuiabá. Elle reçoit le rio Novo, un petit affluent plus long qu'elle, puis elle adopte une direction nord-ouest presque rectiligne et se jette dans le rio Juruena près de la petite ville du même nom, après avoir parcouru 710 km (750 depuis la source du rio Novo). La principale municipalité traversée par la rivière est Juara (35 000 habitants).
Le rio Arinos est une rivière importante qui est parfois considérée comme la branche-mère du rio Tapajós. Ce n'est pas exact, ni par la longueur car le rio São Manuel (ou Teles Pires) est plus long que le Juruena-Arinos, ni par le volume car le débit moyen de l'Arinos est nettement inférieur à celui du rio Juruena à la confluence (respectivement 1 350 et 2 300 m3/s).
Comme la plupart des cours d'eau de cette région, le rio Arinos est entrecoupé par des rapides ou cachoeiras qui rendent la navigation difficile. Son principal affluent (rive droite) est le rio Dos Peixes ou Tatui (330 km, 14 540 km2) qui le rejoint 60 km en amont de son confluent avec le rio Juruena.